# Johann Jakob Honegger

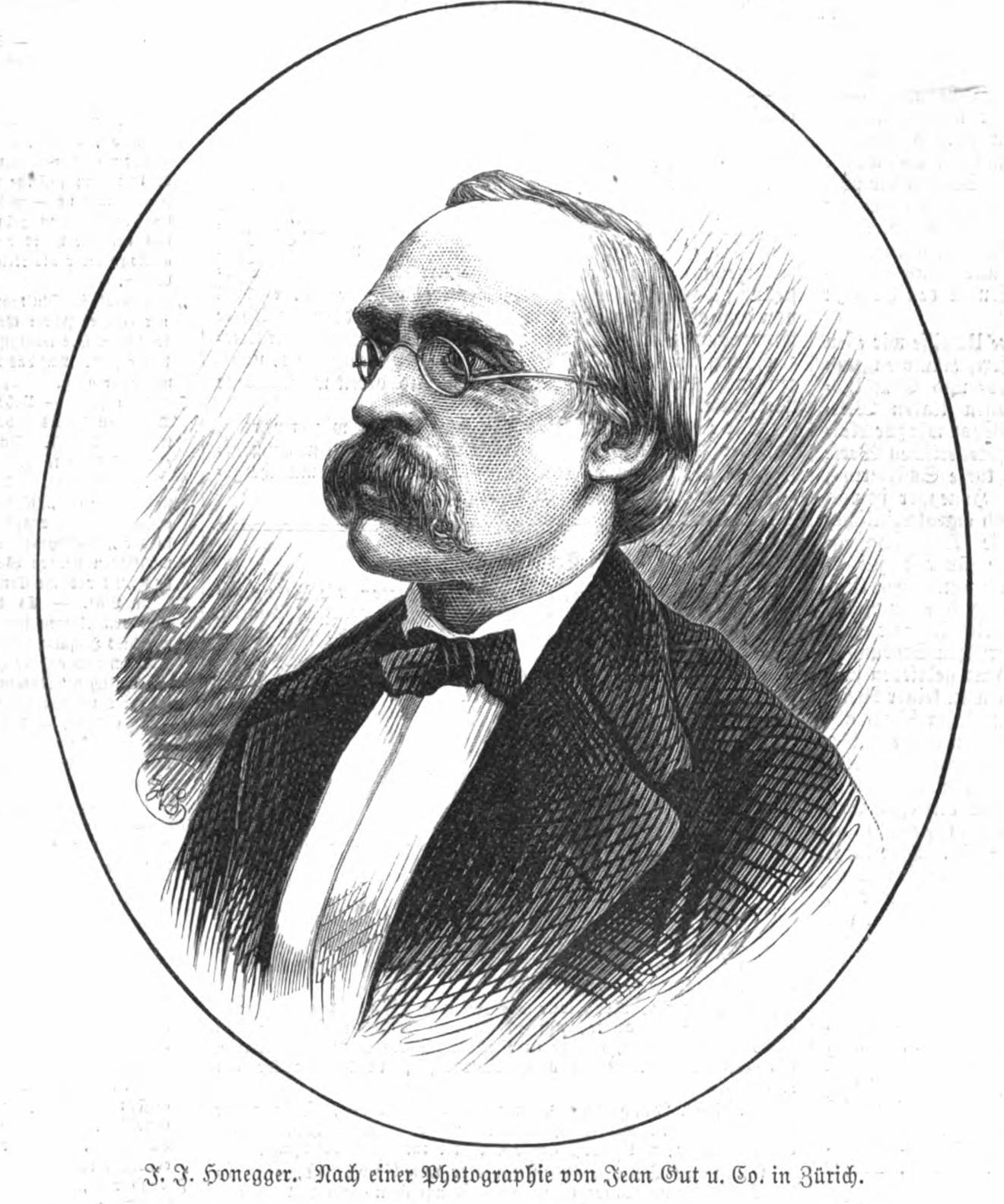
J. J. Honegger (1876)

Johann Jakob Honegger (* 13. Juli 1825 in Dürnten; † 5. November 1896 in Stäfa) war ein Schweizer Kulturhistoriker.

## Leben und Wirken
Johann Jakob Honegger besuchte das Lehrerseminar in Küsnacht, trat in den praktischen Schuldienst, widmete sich seit 1850 höheren Studien. Er besuchte 1852 bis 1856 die Universität Zürich, darauf Paris, war 1857–1861 Lehrer am Seminar in Küsnacht, 1861–1865 Professor an der Kantonsschule in St. Gallen. Dann trat er als Dozent der Geschichte, der deutschen Literatur und der Poetik bei der Lehramtsschule an der Zürcher Hochschule ein und wurde dort 1875 zum Extraordinarius ernannt. Eine schwere Erkrankung zwang ihn 1886 zur Niederlegung seiner Professur.
Nachdem er 1849 und 1852 zwei Bändchen Gedichte unter dem Titel: Herbstblüten (3. Auflage: Lieder und Bilder, Leipzig 1887) veröffentlicht hatte, die „eine nicht geringe poetische Begabung bekundeten“, wandte er sich kulturhistorischen und literarischen Studien zu. Im Alter von 50 Jahren begann er Russisch zu erlernen und nach fünf Jahren intensiven Studiums verfasste er ein Buch über russische Literaturgeschichte.
In einem zeitgenössischen Nachruf wird er als „Gelehrter von umfassendem Wissen“ beschrieben, der als Autodidakt ein akademisches Lehramt erhielt und sein Wissen populärwissenschaftlich aufbereitet vermittelte, der Forschung jedoch keinen neuen Beitrag leistete.

## Schriften
- Victor Hugo, Lamartine und die französische Lyrik des neunzehnten Jahrhunderts. Historisch-critisch dargestellt. Meyer und Zeller, Zürich 1858.
- Literatur und Cultur des neuenzehnten Jahrhunderts. In ihrer Entwicklung dargestellt. Weber, Leipzig 1865 (2. Auflage. s. n., Leipzig 1880).
- Grundsteine einer allgemeinen Kulturgeschichte der neuesten Zeit. 5. Bände (Band 1: Die Zeit des ersten Kaiserreiches. Band 2: Die Zeit der Restauration. Band 3–4: Das Julikönigthum und die Bourgeoisie. Th. 1–2. Band 5: Dialektik des Culturgangs und seine Endresultate.). Weber, Leipzig 1868–1874 (sein Hauptwerk).
- Kritische Geschichte der französischen Cultureinflüsse in den letzten Jahrhunderten. Oppenheim, Berlin 1875.
- Katechismus der Culturgeschichte. = Culturgeschichte (= Webers illustrirte Katechismen. Band 91, ZDB-ID 570761-4). Weber, Leipzig 1879.
- Russische Literatur und Cultur. Ein Beitrag zur Geschichte und Kritik derselben. Weber, Leipzig 1880.
- Allgemeine Kulturgeschichte. 2 Bände (Band 1: Geschichte des Altertums. Band 2: Vorgeschichtliche Zeit.). Weber, Leipzig 1882–1986.